# Adrien Galo
Pour les articles homonymes, voir Galo.
Adrien Galo, né le 19 mars 1986 à Lyon, est un gymnaste, mannequin[réf. souhaitée], metteur en scène et réalisateur français.
En 2009, il joue dans la comédie musicale Cléopâtre.
Il apparaît en 2011 dans le clip I Wanna Go de Britney Spears où il joue le rôle d'un policier sous le charme de Britney.
Il participe à la tournée mondiale Femme Fatale Tour de Britney Spears.
En 2012, il participe à la tournée mondiale The MDNA Tour de Madonna. Il participe aussi à la performance de Madonna  à la mi-temps du SuperBowl en 2013.
Il danse aux côtés de Rihanna, Beyoncé, Lady Gaga, Selena Gomez ou encore Britney Spears.
Il devient réalisateur en 2013.[réf. souhaitée] il réalise les clips de Zazie, Ibrahim Maalouf, Kiddy Smile, Calogero, Oboy, Kimotion, Meryl, Leto, Guy2Bezbar...
Il réalise des publicités pour Givenchy, Yves Saint-Laurent, Karl Lagerfeld…